# Антонимина
Антонимина (итал. Antonimina) је насеље у Италији у округу Ређо ди Калабрија, региону Калабрија.
Према процени из 2011. у насељу је живело 506 становника. Насеље се налази на надморској висини од 356 м.

## Становништво
Према резултатима пописа становништва 2011. у општини је живело 1.361 становника.
| 1931. | 1936. | 1951. | 1961. | 1971. | 1981. | 1991. | 2001. | 2011. |
| ----- | ----- | ----- | ----- | ----- | ----- | ----- | ----- | ----- |
| 2.654 | 2.467 | 2.419 | 1.962 | 1.651 | 1.497 | 1.532 | 1.442 | 1.361 |